# Peltula cylindrica
Peltula cylindrica är en lavart som beskrevs av Wetmore. Peltula cylindrica ingår i släktet Peltula och familjen Peltulaceae.   Inga underarter finns listade i Catalogue of Life.